# Chapelle Saint-Pierre-de-Léneyrac
La chapelle Saint-Pierre-de-Léneyrac (ou ancien ermitage Saint-Pierre-de-Léneyrac) est une chapelle préromane située à Ceyras dans le département français de l'Hérault en région Occitanie.
Elle constitue, avec les chapelles Saint-Laurent de Moussan, Saint-Nazaire de Roujan, Saint-Michel de Sournia, Saint-Martin-de-Fenollar, Saint-Jérôme d'Argelès et Saint-Georges de Lunas, un témoin de l'architecture préromane de tradition wisigothique, en Septimanie, région qui correspond aux actuelles régions du Roussillon et du Languedoc qui ont fait partie intégrante du royaume wisigothique de Toulouse (419-507) et du royaume wisigothique de Tolède (507-711),,.

## Historique
La chapelle, construite aux Xe et XIe siècles, est un ancien oratoire annexe de Saint-Étienne-de-Rougas.
Elle est mentionnée en 1275 sous le nom d'Ecclesia paræcialis S. Stephani de Rogatio cum oratorio S. Petri ei annexo. 

## Statut patrimonial
La chapelle fait l'objet d'une inscription au titre des monuments historiques depuis le 28 juillet 1999.